# Campo Grande (stacja metra)
Campo Grande – stacja węzłowa metra w Lizbonie, na linii Amarela i Verde. Oddana została do użytku w dniu 1 kwietnia 1993 roku, jako pierwsza stacja wybudowana na wiadukcie w całej sieci.
Ta stacja znajduje się w pobliżu Viaduto do Campo Grande i Rua Cipriano Dourado. Stacja ta zapewnia dostęp do Pałacu Pimenta, Muzeum Rafaela Bordallo Pinheiro, Estádio José Alvalade, Wydziału Nauk Uniwersytetu w Lizbonie, Uniwersytetu Lusófona i dworca autobusowego, który znajduje się w tej strefie. Projekt architektoniczny autorstwa Ezequiela Nicolau i Eduardo Nery.